# Anna-Lena Friedsam
Anna-Lena Friedsam (Neuwied, 1º febbraio 1994) è una tennista tedesca.

## Carriera
Nel circuito ITF ha vinto 14 titoli in singolare e 4 titoli in doppio.

### 2011 - prime finali ITF
Anna-Lena riesce a raggiungere 3 finali ITF nel corso dell'anno: a Bol perde da Evelyn Mayr (6(3)-7 2-6), ad Antalya viene battuta da Diana Enache (4-6 2-6) e a Equerdreville, dove cede a Maryna Zanevska (4-6 2-6). Raggiunge la posizione nº 610 delle classifiche mondiali.

### 2012: primi titoli ITF e top-200
La tedesca riesce a conquistare il suo primo titolo ITF ad Astana, dove sconfigge in finale Ekaterina Yashina (6-4 6-3). In seguito, raggiunge la finale ad Antalya, dove perde da Anna Karolína Schmiedlová. Una settimana dopo, raggiunge ancora l'atto finale nella stessa località, soccombendo sempre alla Schmiedlová. Tenta le prime qualificazioni per un main-draw WTA a Stoccarda grazie a una wild card: ottiene un successo all'esordio sulla connazionale Antonia Lottner (6-2 7-6(4)) prima di cedere a Kateryna Bondarenko in tre parziali. Tra maggio e giugno, riesce a vincere altri tre titoli ITF (a Velenje, a Maribor e a Padova, perdendo solo 4 set in 18 match). Dopodiché, ottiene altri 2 titoli ITF ad Aschaffenburg e a Charleroi, portando il computo totale di titoli in stagione a quota 6. Chiude l'anno tentando le qualificazioni a Linz e a Lussemburgo (entrambi eventi WTA). Nel primo caso, cede al secondo turno alla statunitense Mallory Burdette mentre in Lussemburgo viene eliminata al terzo turno da Annika Beck (6-1 4-6 1-6). Grazie ai risultati colti in stagione, entra in top-200, alla posizione numero 189.

### 2013: 4 titoli ITF e primi main draw WTA; prima finale WTA in doppio
A marzo vince il primo ITF di stagione in quel di Sunderland, dove sconfigge in finale Alison Van Uytvanck in due set. Tenta le qualificazioni nei WTA a Katowice e a Stoccarda: in Polonia esce subito contro l'italiana Camerin (2-6 3-6) mentre in Germania supera Anna Zaja e Shuai Peng (nº 34 del mondo, è la prima top-100 e top-50 battuta in carriera) ma all'ultimo turno viene estromessa da Bethanie Mattek-Sands. Tenta di qualificarsi anche al Roland Garros (primo slam in cui prova a qualificarsi) ma viene subito fermata da Jessica Pegula. Ci riprova anche a Norimberga e a Wimbledon: in nessuno dei due casi riesce a entrare nel tabellone principale. Prosegue l'anno provando le quali agli US Open (perdendo da Tamira Paszek) e vincendo altri 3 titoli ITF. A Nanjing gioca nel primo main draw WTA della carriera: riesce a battere Katarzyna Piter e Ajla Tomljanovic (2° top-100 sconfitta nell'anno) prima di soccombere a Yanina Wickmayer nei quarti. A Taipei gioca un altro main-draw WTA: elimina Kurumi Nara per 6-3 7-5 (altra top-100) mentre al secondo viene sconfitta da Petra Martic. In doppio, invece, raggiunge la sua prima finale WTA in coppia con Alison Van Uytvanck; le due cedono a Garcia/Shvedova con un doppio 6-3. Chiude la stagione al nº 126 del ranking.

### 2014: top-100, primo titolo WTA e prima vittoria su una top-20
A Shenzhen, la tedesca riesce a qualificarsi per il suo primo evento WTA International battendo Yafan Wang e Luksika Kumkhum. Nel tabellone principale, elimina Bojana Jovanovski (nº 36 del mondo) prima di cedere a Jana Čepelová. Dopo non aver passato le quali all'Australian Open, riesce ad accedere al main draw di Parigi GDF (battendo Arvidsson, Zanevska e Cetkovská); al primo turno viene estromessa da Yvonne Meusburger. A Rio, raggiunge il secondo turno dove perde da Kurumi Nara, tds nº 5, per 0-6 6-7. In seguito, non si qualifica né per Florianopolis né per Stoccarda. Sulla terra di Norimberga riesce a imporsi sulla wild card Lisa-Maria Moser in rimonta mentre al secondo turno viene estromessa dalla nº 9 del mondo Angelique Kerber. Al Roland Garros disputa il primo slam della carriera: perde al primo turno da Stefanie Voegele, con lo score di 7-6(3) 5-7 2-6. Nel suo primo Wimbledon, viene estromessa all'esordio da Kurumi Nara (doppio 4-6). Grazie ai buoni risultati raggiunti, ad agosto entra per la prima volta in top-100, proprio in centesima posizione. Nello swing americano, non si qualifica né per il Connecticut Open né per lo US Open. Ad inizio settembre, riesce a conquistare la sua prima finale WTA nel 125K di Suzhou; nel suo percorso, elimina Yuan Xin (6-2 6-0), Petra Martic (6-3 6-2), Kateryna Kozlova (6-3 6-4) e Jana Čepelová (6-4 6-3). Nell'atto finale, batte Yingying Duan per 6-1 6-3, ottenendo il primo titolo WTA della carriera (non lasciando per strada nemmeno un set). Grazie al risultato colto in Cina, arriva fino alla posizione 85 del ranking. Dopo due uscite premature a Tashkent e a Seul, gioca il torneo di Linz: si qualifica nel main-draw estromettendo Pfizenmaier, Kučová e Panova; al primo turno elimina la nº 12 del mondo e finalista dell'Australian Open Dominka Cibulková, con lo score di 2-6 6-3 6-4: è la prima vittoria in carriera su una top-20. Al secondo turno si sbarazza di Jana Čepelová (6-0 6-4) e ai quarti batte Stefanie Voegele (4-6 6-2 6-3), raggiungendo la seconda semifinale WTA della stagione, la prima in un International. Nella circostanza, viene fermata da Karolína Plíšková (tds nº 7) per 6-2 3-6 3-6. Chiude la stagione con un primo turno a Lussemburgo (eliminata da Bertens) e con una semifinale nel WTA 125K di Taipei (dove cede a Latisha Chan). La tedesca chiude la stagione al numero 87 nel ranking, ma, nell'anno, è riuscita a issarsi fino alla 76ª posizione, suo best-ranking.

### 2015: prima finale in un WTA International
Comincia l'anno con tre sconfitte consecutive a Shenzhen, nelle quali di Sydney e all'Australian Open. Ad Anversa riesce a passare i primi due turni qualificatori contro Eva Wacanno e Marina Melnikova; tuttavia, nel turno decisivo, cede a Francesca Schiavone in due set. In seguito, coglie tre sconfitte consecutive nelle qualificazioni di Indian Wells e Miami e nel main draw di Katowice (contro la padrona di casa Magda Linette). Non riesce poi a qualificarsi né a Stoccarda, né a Praga e nemmeno a Norimberga. Al Roland Garros vince la sua prima partita in uno slam contro Alexa Glatch (6-2 4-6 6-4) mentre al secondo turno viene eliminata dalla nº 1 del mondo Serena Williams, in una partita però combattuta (7-5 3-6 3-6). Sull'erba, non si qualifica per il tabellone principale di 'S-Hertogenbosch ma vince l'ITF di Ilkley battendo in finale Magda Linette. A Wimbledon, vince la sua prima partita in carriera contro Vitalia Diatchenko (3-6 6-3 7-5) prima di essere superata dalla tds nº 30 Belinda Bencic (5-7 6-4 0-6). A Bastad elimina Sara Sorribes Tormo (6-1 6-2) ma al secondo turno viene fermata da Johanna Larsson. In seguito, raccoglie 4 sconfitte consecutive all'esordio (tra cui gli US Open) prima di riprendersi a Tashkent, dove ottiene i quarti di finale battendo Vesnina e Gasparyan; nei quarti cede a Donna Vekic per 7-5 al terzo. La settimana successiva, gioca il torneo di Linz; al primo turno ha la meglio su Magdalena Rybarikova con un doppio 6-3. Al secondo turno si impone su Andreea Mitu 7-5 6-3 e ai quarti sconfigge per la seconda settimana consecutiva Margarita Gasparyan (6-3 6-4). In semifinale, affronta Johanna Larsson: la tedesca vince un match molto combattuto, per 6-3 4-6 7-5. Accede così alla prima finale in un WTA International, dove trova Anastasija Pavljučenkova, testa di serie numero 7; la teutonica perde in due set, per 4-6 3-6. Chiude la stagione con un secondo turno a Lussemburgo (estromessa da Voegele) e con i quarti a Limoges (sconfitta da Louisa Chirico). 
Termina l'anno al nº 99 del ranking. In stagione, ritocca il best-ranking, issandosi fino al 73º posto.

### 2016: primi ottavi di finale in uno slam e top-50
La tedesca inizia l'anno partecipando allo Shenzhen Open: batte Bojana Jovanovski per 6-0 6-3 e, al turno successivo, approfitta del ritiro di Irina-Camelia Begu (tds nº 3) nel secondo set. Ai quarti, ha la meglio su Kateřina Siniaková per 6-1 al terzo; in semifinale, cede ad Agnieszka Radwańska (nº 5 del mondo) in due set. In seguito, gioca agli Australian Open, dove non è ancora mai riuscita a vincere un match in carriera. Al primo turno è opposta alla nº 100 del mondo Lourdes Dominguez Lino: Anna-Lena ottiene il primo successo in terra australiana, con lo score di 7-6(3) 2-6 6-1. Al secondo turno, batte la qualificata cinese Wang Qiang per 6-3 6-4, accedendo al primo terzo turno slam della carriera. Nella circostanza, trova la nº 13 del mondo Roberta Vinci, recente finalista degli US Open: il primo set è una doccia fredda per la tedesca, in quanto subisce un roboante 6-0. Nel secondo, Anna-Lena riesce a riequilibrare la partita e a portare a casa il parziale per 6-4. Nel terzo, Friedsam chiude la pratica in suo favore per 0-6 6-4 6-4, centrando i primi ottavi di finale slam della sua vita. Trova, ad attenderla, Agnieszka Radwańska, che aveva già affrontato a Shenzhen. A differenza della semifinale giocata in Cina, in questo caso la tedesca dà più filo da torcere alla polacca: nel primo set va avanti 4-1, prima che Aga trovi 4 giochi di fila e si porti sul 5-4. Nel decimo game, Friedsam annulla un set point e impatta sul 5-5; si va al tie-break, dove la teutonica chiude per 8 punti a 6 portandosi a casa il primo parziale. Nel secondo set non c'è storia e Agnieszka riesce a pareggiare il computo dei parziali, conquistando la partita per 6-1. Si rimanda il verdetto al terzo: Radwańska si porta avanti 2-0 ma viene recuperata da Anna-Lena. La Friedsam, tuttavia, riesce a conquistare altri 3 giochi consecutivi, portandosi 5-2 a un game dal successo. Da qui in poi, la tedesca viene condizionata dai crampi, che compromettono l'ultima parte di partita: Aga risale e chiude con 5 game consecutivi, vincendo in rimonta per 6-7 6-1 7-5.
Grazie all'ottimo risultato, la Friedsam sale in classifica, fino alla 55ª posizione. A Dubai non passa le qualificazioni, cedendo a Pironkova nell'ultimo turno utile. Neanche a Indian Wells passa le qualificazioni, cedendo a Gibbs. Tuttavia, viene ripescata come lucky loser al posto di Carla Suarez Navarro (tds nº 6) e ottiene il bye al primo turno. Al secondo, perde da Daria Kasatkina in due set. In seguito, nel WTA 125K di San Antonio, raggiunge la finale, la terza WTA della carriera. Nella circostanza, viene sconfitta da Misaki Doi per 4-6 2-6. A Miami perde subito da Barbora Strýcová, che le concede due games.
Comincia a Stoccarda la stagione su terra: al primo turno ha la meglio su Johanna Konta (nº 22 del mondo) con un doppio 6-3 mentre al secondo viene eliminata da Suarez Navarro con un duplice 2-6. Dopo una prematura uscita a Madrid, a Roma viene battuta da Serena Williams in due set al secondo turno. A Norimberga parte come testa di serie nº 7: all'esordio estromette Johanna Larsson per 6-3 6-4 e, al secondo, elimina Christina Mchale per 6-4 6-3; ai quarti, cede a Annika Beck, tds nº 3, per 6(6)-7 6-2 2-6. Grazie a questo risultato, entra in top-50, in posizione nº 48. Chiude la parentesi sul mattone tritato al Roland Garros, dove perde subito da Daria Kasatkina. Sull'erba, ottiene i migliori risultati a Eastbourne e a Wimbledon, dove arriva al terzo turno; nel primo caso viene eliminata da Kiki Mladenovic mentre, ai Championships, viene fermata dalla giapponese Misaki Doi. Chiude l'anno perdendo al primo turno dello US Open contro Roberta Vinci.
Termina l'anno al nº 68 del mondo ma riesce a cogliere il suo best-ranking al nº 45 (15 agosto).

### 2017-2018: infortunio e crollo nel ranking
Anna-Lena decide di sottoporsi a un intervento per provare a guarire dall'infortunio alla spalla occorsole già nel 2016. Ritorna in campo solo a settembre, perdendo però tutti i punti e scendendo oltre la millesima posizione. Il primo torneo a cui prende parte è l'ITF di Clermont-Ferrand: passa le qualificazioni e anche il primo turno (senza perdere set) per poi cedere a Darma Galfi al secondo turno (6(6)-7 3-6). Le vengono offerte 2 wild-card per partecipare al tabellone principale di Linz e alle qualificazioni di Lussemburgo: in entrambi i casi, viene estromessa subito (rispettivamente da Kuzmova e Haas). Chiude l'anno vincendo l'ITF di Shrewsbury, battendo in finale Lesley Kerkhove per 6-4 6-2. Risale il ranking, terminando al 508º posto.
Nel gennaio 2018 raggiunge i quarti nell'ITF di Playford (dove cede alla Ponchet) per poi ottenere il secondo turno a Hobart (battendo Van Uytvanck e perdendo da Buzarnescu) e il primo a Melbourne (estromessa dalla connazionale Kerber). In seguito, è costretta a sottoporsi a un altro intervento per provare a far guarire il tendine rotto della spalla. Questa seconda operazione blocca la stagione della tedesca, che chiude l'anno stabilmente rispetto al 2017 (alla posizione nº 483).

### 2019: primo titolo WTA in doppio; rientro tra le prime 150 in singolare
La tedesca ritorna in campo a febbraio nell'ITF di Altenkirchen, dove ritorna alla vittoria contro l'olandese Melgers (6-3 7-5) prima di cedere a Stefania Rubini. Grazie a questo torneo, riacquista dei punti e rientra nella classifica WTA. In virtù del ranking protetto, gioca il Miami Open: si ferma subito contro Ajla Tomljanovic, per 6-4 3-6 0-6. Con la stessa modalità, partecipa al torneo di Charleston, dove cede a Tamara Zidansek in tre set. In seguito, gioca le qualificazioni per il torneo di casa, quello di Stoccarda: torna a battere una top-100 (Ekaterina Alexandrova) per poi sconfiggere Antonia Lottner e Tereza Smitková, accedendo al tabellone principale; al primo turno viene superata dalla testa di serie nº 6 Kiki Bertens, per 5-7 2-6. In doppio, assieme alla connazionale Mona Barthel, vince il titolo (il suo primo nella specialità), battendo in finale Pavlyuchenkova/Šafářová per [10-6] al super-tiebreak. Riceve una wild-card per partecipare al torneo di Norimberga: elimina Irina-Camelia Begu (4-6 6-3 6-3) e Andrea Petkovic (6-3 6-1) prima di venir fermata da Julija Putinceva in tre set tirati ai quarti. Con il ranking protetto, prende parte ai tornei di Bol, Mallorca, Eastbourne e Wimbledon: ottiene il miglior risultato nel Nature Valley International, dove supera 2 top-100 (Fiona Ferro e la nº 16 del mondo Anett Kontaveit) prima di venir sconfitta da Kiki Bertens in due set. Ai Championships esce di scena all'esordio contro Margarita Gasparyan. In seguito, disputa il Palermo Ladies Open: esordisce con una vittoria su Stefanie Voegele (6-2 7-6(6)) che viene seguita da un altro successo su Alizé Cornet (tds nº 2) per 7-5 6-4. Accede ai quarti, dove è costretta al ritiro contro la futura campionessa Jil Teichmann. Tenta le qualificazioni per lo US Open: passa i primi due turni contro Zarycka e Zavatska mentre, nell'ultimo, viene eliminata da Caroline Dolehide per 4-6 3-6. A fine settembre riesce a vincere l'ITF di Roehampton, battendo in finale Indy de Vroome: questo risultato le consente di rientrare in top-200. In seguito, si qualifica per il tabellone principale di Linz (sconfiggendo le americane McNally e Rogers); al primo turno ottiene una prestigiosa vittoria su Belinda Bencic (nº 10 del mondo, primo successo in carriera su una top-10) mentre al secondo cede a Elena Rybakina con lo score di 3-6 7-5 4-6.
Chiude l'anno al numero 145 del mondo in singolare a al 44° in doppio.

### 2020: 4° finale WTA in singolare e finale in un Premier-5 in doppio
La Friedsam inizia la stagione con le qualificazioni per lo Shenzhen Open: le passa battendo Tatjana Maria e Varvara Gracheva; al primo turno viene però estromessa da Aliaksandra Sasnovich. Dopo non aver superato le qualificazioni all'Australian Open, la tedesca gioca l'International di Lione: al primo turno si impone su Anastasiya Komardina (doppio 6-2) e, al secondo, elimina la testa di serie nº 2 Kiki Mladenovic (con un duplice 6-3). Ai quarti, supera in rimonta l'ottava forza del seeding, Viktoria Kuzmova, per 3-6 7-6(4) 6-2; in semifinale ha la meglio su Daria Kasatkina (tds nº 7) in tre set: accede così alla sua 4ª finale WTA (2° in un WTA International), la prima dal 2016. Nell'ultimo atto viene sconfitta dalla vincitrice dell'Australian Open 2020, Sofia Kenin, per 2-6 6-4 4-6.
Da marzo ad agosto, il circuito WTA subisce una pausa forzata, dovuta alla pandemia di COVID-19, che ha costretto anche aal'annullamento di Wimbledon (per la prima volta dal 1945) e al rinvio dei Giochi Olimpici di Tokyo al 2021.
Anna-Lena riprende a giocare a Praga, dove disputa le qualificazioni: viene subito battuta da Marta Kostyuk, per 2-6 4-6. Non va meglio al Western & Southern Open, dove viene fermata immediatamente nel tabellone cadetto da Kristie Ahn (5-7 0-6). Ritrova la vittoria agli US Open, superando all'esordio Caroline Dolehide con un doppio 6-2; al secondo turno, tuttavia, viene eliminata dalla connazionale Angelique Kerber in due set. Chiude l'anno non passando le quali a Roma e Ostrava e perdendo all'esordio a Parigi (contro Sasnovich in tre parziali).
Termina l'anno a ridosso della top-100, in posizione nº 111. In doppio, raggiunge la 37ª posizione, colta soprattutto grazie alla finale ottenuta a Roma con Olaru (e persa contro Hsieh/Strýcová).

### 2021
La tedesca inizia l'anno provando le qualificazioni per l'Australian Open: perde all'esordio da Ana Konjuh (2-6 7-5 4-6). Prende parte al primo main-draw WTA dell'anno in quel di Guadalajara, dove cede a Lauren Davis al primo turno. A Monterrey, non passa il tabellone cadetto, battuta da Leonie Küng per 1-6 2-6. A Miami, si prende la rivincita su Kung (5-7 6-1 6-4) ma viene eliminata da Buzǎrnescu al secondo turno qualificatorio. A Bogotà, esce di scena al primo turno contro Tomova (2-6 3-6). A Stoccarda, la tedesca passa le qualificazioni grazie ai successi su Wagner e Gorgodze; al primo turno, batte Ulrikke Eikeri per 6-2 6-0; al secondo turno, cede alla n°5 del seeding Aryna Sabalenka, con lo score di 4-6 2-6. Si presenta all'Open di Francia, dove tenta le qualificazioni: elimina le sudamericane Seguel (6-0 6-3) e Cepede Royg (6-1 7-5) mentre, al turno decisivo, si arrende a Varvara Lepchenko (1-6 3-6). Sull'erba, non passa il tabellone preliminare né a Berlino né a Wimbledon; riceve una wild-card per giocare il nuovo torneo di Amburgo: esce all'esordio contro la connazionale Andrea Petković. Anche a Losanna perde subito, dall'americana Alycia Parks (3-6 6-3 4-6). A Cluj-Napoca, non migliora il trend, in quanto viene subito battuta da Bara, per 2-6 3-6. A fine agosto, tenta le quali per lo US Open: dopo aver sconfitto Kiick (6-3 6-0), viene fermata da Loeb in due set.
Ha partecipato alle Olimpiadi di Tokyo, dove è uscita al secondo turno.
In doppio, ottiene una finale a Bogotà assieme a Mihaela Buzǎrnescu: nell'ultimo atto, vengono sorprendentemente sconfitte da Neel/Lechemia per 3-6 4-6.

## Statistiche WTA

### Singolare

#### Sconfitte (2)
| Legenda               | Legenda      |
| --------------------- | ------------ |
| Grande Slam (0)       |              |
| Argenti Olimpici (0)  |              |
| WTA Finals (0)        |              |
| WTA Elite Trophy (0)  |              |
| Dal 2009 al 2020      | Dal 2021     |
| Premier Mandatory (0) | WTA 1000 (0) |
| Premier 5 (0)         | WTA 1000 (0) |
| Premier (0)           | WTA 500 (0)  |
| International (2)     | WTA 250 (0)  |

| N. | Data            | Torneo                    | Superficie  | Avversaria in finale     | Punteggio     |
| 1. | 18 ottobre 2015 | Austria Ladies Linz, Linz | Cemento (i) | Anastasija Pavljučenkova | 4-6, 3-6      |
| 2. | 8 marzo 2020    | Open de Lyon, Lione       | Cemento (i) | Sofia Kenin              | 2-6, 6-4, 4-6 |

### Doppio

#### Vittorie (4)
| Legenda               | Legenda      |
| --------------------- | ------------ |
| Grande Slam (0)       |              |
| Ori Olimpici (0)      |              |
| WTA Finals (0)        |              |
| WTA Elite Trophy (0)  |              |
| Dal 2009 al 2020      | Dal 2021     |
| Premier Mandatory (0) | WTA 1000 (0) |
| Premier 5 (0)         | WTA 1000 (0) |
| Premier (1)           | WTA 500 (0)  |
| International (0)     | WTA 250 (3)  |

| N. | Data              | Torneo                    | Superficie      | Compagna         | Avversarie in finale                    | Punteggio        |
| 1. | 28 aprile 2019    | Stuttgart Open, Stoccarda | Terra rossa (i) | Mona Barthel     | Anastasija Pavljučenkova Lucie Šafářová | 2-6, 6-3, [10-6] |
| 2. | 2 ottobre 2021    | Astana Open, Astana       | Cemento (i)     | Monica Niculescu | Angelina Gabueva Anastasija Zacharova   | 6-2, 4-6, [10-5] |
| 3. | 31 luglio 2022    | Poland Open, Varsavia     | Terra rossa     | Anna Danilina    | Katarzyna Kawa Alicja Rosolska          | 6-4, 5-7, [10-5] |
| 4. | 16 settembre 2023 | Japan Women's Open, Osaka | Cemento         | Nadiia Kičenok   | Anna Kalinskaja Julija Putinceva        | 7-6(3), 6-3      |

#### Sconfitte (4)
| Legenda               | Legenda      |
| --------------------- | ------------ |
| Grande Slam (0)       |              |
| Argenti Olimpici (0)  |              |
| WTA Finals (0)        |              |
| WTA Elite Trophy (0)  |              |
| Dal 2009 al 2020      | Dal 2021     |
| Premier Mandatory (0) | WTA 1000 (0) |
| Premier 5 (1)         | WTA 1000 (0) |
| Premier (0)           | WTA 500 (0)  |
| International (1)     | WTA 250 (2)  |

| N. | Data              | Torneo                        | Superficie  | Compagna           | Avversarie in finale                           | Punteggio         |
| 1. | 19 giugno 2016    | Mallorca Open, Maiorca        | Erba        | Laura Siegemund    | Gabriela Dabrowski María José Martínez Sánchez | 4-6, 2-6          |
| 2. | 20 settembre 2020 | Internazionali d'Italia, Roma | Terra rossa | Raluca Olaru       | Hsieh Su-wei Barbora Strýcová                  | 2-6, 2-6          |
| 3. | 10 aprile 2021    | Copa Colsanitas, Bogotà       | Terra rossa | Mihaela Buzărnescu | Elixane Lechemia Ingrid Neel                   | 3-6, 4-6          |
| 4. | 12 febbraio 2023  | Austria Ladies Linz, Linz     | Cemento (i) | Nadiia Kičenok     | Natela Dzalamidze Viktória Kužmová             | 6-4, 5-7, [10-12] |

## Circuito WTA 125

### Singolare

#### Vittorie (1)
| N. | Data             | Torneo                     | Superficie | Avversaria in finale | Punteggio |
| 1. | 6 settembre 2014 | Suzhou Ladies Open, Suzhou | Cemento    | Duan Yingying        | 6-1, 6-3  |

#### Sconfitte (3)
| N. | Data             | Torneo                          | Superficie  | Avversaria in finale | Punteggio     |
| 1. | 19 marzo 2016    | San Antonio Open, San Antonio   | Cemento     | Misaki Doi           | 4-6, 2-6      |
| 2. | 6 novembre 2022  | Midland Tennis Classic, Midland | Cemento (i) | Caty McNally         | 3-6, 2-6      |
| 3. | 11 dicembre 2022 | Open Angers Arena Loire, Angers | Cemento (i) | Alycia Parks         | 4-6, 6-4, 4-6 |

### Doppio

#### Sconfitte (2)
| N. | Data             | Torneo                          | Superficie    | Compagna            | Avversarie in finale              | Punteggio |
| 1. | 10 novembre 2013 | Taipei Ladies Open, Taipei      | Sintetico (i) | Alison Van Uytvanck | Caroline Garcia Jaroslava Švedova | 3-6, 3-6  |
| 2. | 5 novembre 2022  | Midland Tennis Classic, Midland | Cemento (i)   | Nadiia Kičenok      | Asia Muhammad Alycia Parks        | 2-6, 3-6  |

## Statistiche ITF

### Singolare

#### Vittorie (14)
| Torneo $100.000 (0) |
| Torneo $80.000 (0)  |
| Torneo $75.000 (0)  |
| Torneo $60.000 (0)  |
| Torneo $50.000 (3)  |
| Torneo $40.000 (0)  |
| Torneo $25.000 (8)  |
| Torneo $15.000 (1)  |
| Torneo $10.000 (2)  |

| N.  | Data              | Torneo                                         | Superficie  | Avversaria in finale   | Score            |
| 1.  | 18 marzo 2012     | Astana Womens, Astana                          | Cemento (i) | Ekaterina Jašina       | 6-4, 6-3         |
| 2.  | 27 maggio 2012    | Velenje Open, Velenje                          | Terra rossa | Agnese Zucchini        | 6-1, 6-3         |
| 3.  | 3 giugno 2012     | Infond Open, Maribor                           | Terra rossa | Teliana Pereira        | 2-6, 7-6(1), 6-2 |
| 4.  | 17 giugno 2012    | Padova Challenge Open, Padova                  | Terra rossa | Corinna Dentoni        | 6-2, 6-2         |
| 5.  | 15 luglio 2012    | Schönbusch Open, Aschaffenburg                 | Terra rossa | Kathrin Wörle          | 6-4, 2-6, 6-4    |
| 6.  | 26 agosto 2012    | Modal Euro-Ten du Pays de Charleroi, Charleroi | Terra rossa | Angelique van der Meet | 6-4, 7-6(5)      |
| 7.  | 24 marzo 2013     | AEGON Pro Series Sunderland, Sunderland        | Cemento (i) | Alison Van Uytvanck    | 6-2, 7-6(4)      |
| 8.  | 1º settembre 2013 | Tatarstan Open, Kazan'                         | Cemento     | Marta Sirotkina        | 6-2, 6-3         |
| 9.  | 15 settembre 2013 | Trabzon Cup, Trebisonda                        | Cemento     | Julija Bejhel'zymer    | 4-6, 6-3, 6-3    |
| 10. | 29 settembre 2013 | AEGON Pro-Series Loughborough, Loughborough    | Cemento (i) | Alison Van Uytvanck    | 6-3, 6-0         |
| 11. | 15 giugno 2015    | Ilkley Trophy, Ilkley                          | Erba        | Magda Linette          | 5-7, 6-3, 6-1    |
| 12. | 11 novembre 2017  | AEGON Pro Series Shrewsbury, Shrewsbury        | Cemento (i) | Lesley Kerkhove        | 6-4, 6-2         |
| 13. | 28 settembre 2019 | AEGON Pro Series Roehampton, Roehampton        | Cemento     | Indy de Vroome         | 6-3, 6-3         |
| 14. | 26 gennaio 2025   | Luxembourg Open, Esch-sur-Alzette              | Cemento (i) | Emily Appleton         | 3-6, 6-0, 7-5    |

#### Sconfitte (8)
| Torneo $100.000 (0) |
| Torneo $80.000 (1)  |
| Torneo $75.000 (0)  |
| Torneo $60.000 (0)  |
| Torneo $50.000 (0)  |
| Torneo $40.000 (1)  |
| Torneo $25.000 (1)  |
| Torneo $15.000 (0)  |
| Torneo $10.000 (5)  |

| N. | Data              | Torneo                                         | Superficie  | Avversaria in finale      | Score            |
| 1. | 17 aprile 2011    | Bluesun Bol Ladies Open, Bol                   | Terra rossa | Evelyn Mayr               | 6(3)–7, 2–6      |
| 2. | 22 ottobre 2011   | GD Tennis Cup, Adalia                          | Terra rossa | Diana Enache              | 4–6, 2–6         |
| 3. | 20 novembre 2011  | Open Feminin 50, Équeurdreville-Hainneville    | Cemento (i) | Maryna Zanevs'ka          | 4-6, 2-6         |
| 4. | 1º aprile 2012    | Tennis Organisation, Adalia                    | Cemento     | Anna Karolína Schmiedlová | 6(5)-7, 4-6      |
| 5. | 8 aprile 2012     | Tennis Organisation, Adalia                    | Cemento     | Anna Karolína Schmiedlová | 5-7, 2-6         |
| 6. | 22 settembre 2019 | AEGON Pro Series Roehampton, Roehampton        | Cemento     | Nuria Párrizas Díaz       | 2-6, 7-5, 5-7    |
| 7. | 29 ottobre 2023   | Internationaux Féminins de la Vienne, Poitiers | Cemento (i) | Jessika Ponchet           | 6-3, 3-6, 6(2)-7 |
| 8. | 8 giugno 2025     | Troisdorf Ladies Open, Troisdorf               | Terra rossa | Alexis Blokhina           | 3-6, 6-2, 3-6    |

### Doppio

#### Vittorie (4)
| Torneo $100.000 (0) |
| Torneo $80.000 (0)  |
| Torneo $75.000 (0)  |
| Torneo $60.000 (1)  |
| Torneo $50.000 (1)  |
| Torneo $40.000 (0)  |
| Torneo $25.000 (0)  |
| Torneo $15.000 (0)  |
| Torneo $10.000 (2)  |

| N. | Data             | Torneo                                                     | Superficie  | Compagna            | Avversarie in finale                | Punteggio           |
| 1. | 19 febbraio 2012 | Internationaler Badische Meisterschaften der Damen, Leimen | Cemento     | Julia Kimmelmann    | Elyne Boeykens Jana Nabel           | 6-1, 7-6(4)         |
| 2. | 27 maggio 2012   | Velenje Open, Velenje                                      | Terra rossa | Vanda Lukács        | Anja Prislan Dejana Raickovic       | 7-6(3), 5-7, [10-4] |
| 3. | 31 marzo 2013    | Open GDF Suez Seine-et-Marne, Croissy-Beaubourg            | Cemento (i) | Alison Van Uytvanck | Stéphanie Foretz Gacon Eva Hrdinová | 6-3, 6-4            |
| 4. | 27 ottobre 2024  | Internationaux Féminins de la Vienne, Poitiers             | Cemento (i) | Céline Naef         | Martyna Kubka Conny Perrin          | 6-4, 6-1            |

#### Sconfitte (2)
| Torneo $100.000 (1) |
| Torneo $80.000 (0)  |
| Torneo $75.000 (0)  |
| Torneo $60.000 (0)  |
| Torneo $50.000 (0)  |
| Torneo $40.000 (0)  |
| Torneo $25.000 (1)  |
| Torneo $15.000 (0)  |
| Torneo $10.000 (0)  |

| N. | Data           | Torneo                  | Superficie  | Compagna      | Avversarie in finale                   | Punteggio        |
| 1. | 2 giugno 2012  | Infond Open, Maribor    | Terra rossa | Karen Barbat  | Elena Bogdan Kathrin Wörle             | 2–6, 6–2, [5–10] |
| 2. | 26 luglio 2014 | President's Cup, Astana | Cemento     | Michaela Boev | Vitalija D'jačenko Margarita Gasparjan | 4-6, 1-6         |

## Risultati in progressione
| Sigla | Risultato               |
| ----- | ----------------------- |
| V     | Vincitore               |
| F     | Finalista               |
| SF    | Semifinalista           |
| O     | Oro olimpico            |
| A     | Argento olimpico        |
| SF    | Bronzo olimpico         |
| QF    | Quarti di Finale        |
| 4T    | Quarto turno            |
| 3T    | Terzo turno             |
| 2T    | Secondo turno           |
| 1T    | Primo turno             |
| RR    | Round Robin             |
| LQ    | Turno di qualificazione |
| A     | Assente                 |
| ND    | Non disputato           |

| Legenda superfici    |
| -------------------- |
| Cemento              |
| Terra battuta        |
| Erba                 |
| Superficie variabile |

### Singolare nei tornei del Grande Slam
| Torneo          | 2014 | 2015 | 2016 | 2017 | 2018 | 2019 | 2020 | 2021 | 2022 | 2023 | V--S |
| --------------- | ---- | ---- | ---- | ---- | ---- | ---- | ---- | ---- | ---- | ---- | ---- |
| Australian Open | A    | 1T   | 4T   | A    | 1T   | A    | Q1   | Q1   | Q1   | Q2   | 3-3  |
| Open di Francia | 1T   | 2T   | 1T   | A    | A    | A    | 1T   | Q3   | A    | 2T   | 2-5  |
| Wimbledon       | 1T   | A    | 3T   | A    | A    | 1T   | ND   | Q1   | Q1   | 1T   | 2-4  |
| US Open         | A    | A    | 1T   | A    | A    | Q3   | 2T   | Q2   | Q1   | 1T   | 1-3  |
| Totale          | 0-2  | 1-2  | 5-4  | 0-0  | 0-1  | 0-1  | 1-2  | 0-0  | 0-0  | 1-3  | 8-15 |

## Vittorie contro giocatrici Top 10
| Stagione | 2019 | Totale |
| Vittorie | 1    | 1      |

| #    | Giocatrice     | Ranking | Evento                    | Superficie  | Turno | Punteggio     | Rank. ALFR |
| ---- | -------------- | ------- | ------------------------- | ----------- | ----- | ------------- | ---------- |
| 2019 |                |         |                           |             |       |               |            |
| 1.   | Belinda Bencic | 10      | Austria Ladies Linz, Linz | Cemento (i) | 1T    | 6-4, 2-6, 6-2 | 166        |